# SS Fingal (1923)
O SS Fingal foi um navio mercante da Defesa Marítima Norueguesa que foi afundado durante a Segunda Guerra Mundial na costa australiana. Foi construído no estaleiro da empresa Moss Værft em 1923.